# Mont Wait
Le mont Wait est une montagne de l'État américain du Maine, proche de la frontière avec la province canadienne du Québec, qui fait partie des Appalaches ; son altitude s'élève à 823 mètres.

## Toponymie
Cette montagne n'a pas de nom officiel ; son sommet situé aux États-Unis est défini par un point de repère nommé Wait Benchmark sur certaines cartes topographiques.

## Géographie
Le versant ouest de la montagne, situé en partie dans la municipalité de Frontenac, est traversé par la frontière entre le Canada et les États-Unis, au nord d'une route forestière privée qui traverse un col frontalier entre le Canada et les États-Unis à 635 mètres d'altitude à la limite nord de Moose Hill: à l'est Lowelltown Road et à l'ouest une route privée qui mène à la route Trudel, à Frontenac. Elle est située à l'est du lieu-dit Keene Siding, un point repère du chemin de fer Central Maine & Québec. La rivière Nebnellis prend sa source près du flanc nord et une branche de la rivière Moose coule du côté est.